# Инцидент на входе в Университет Алабамы

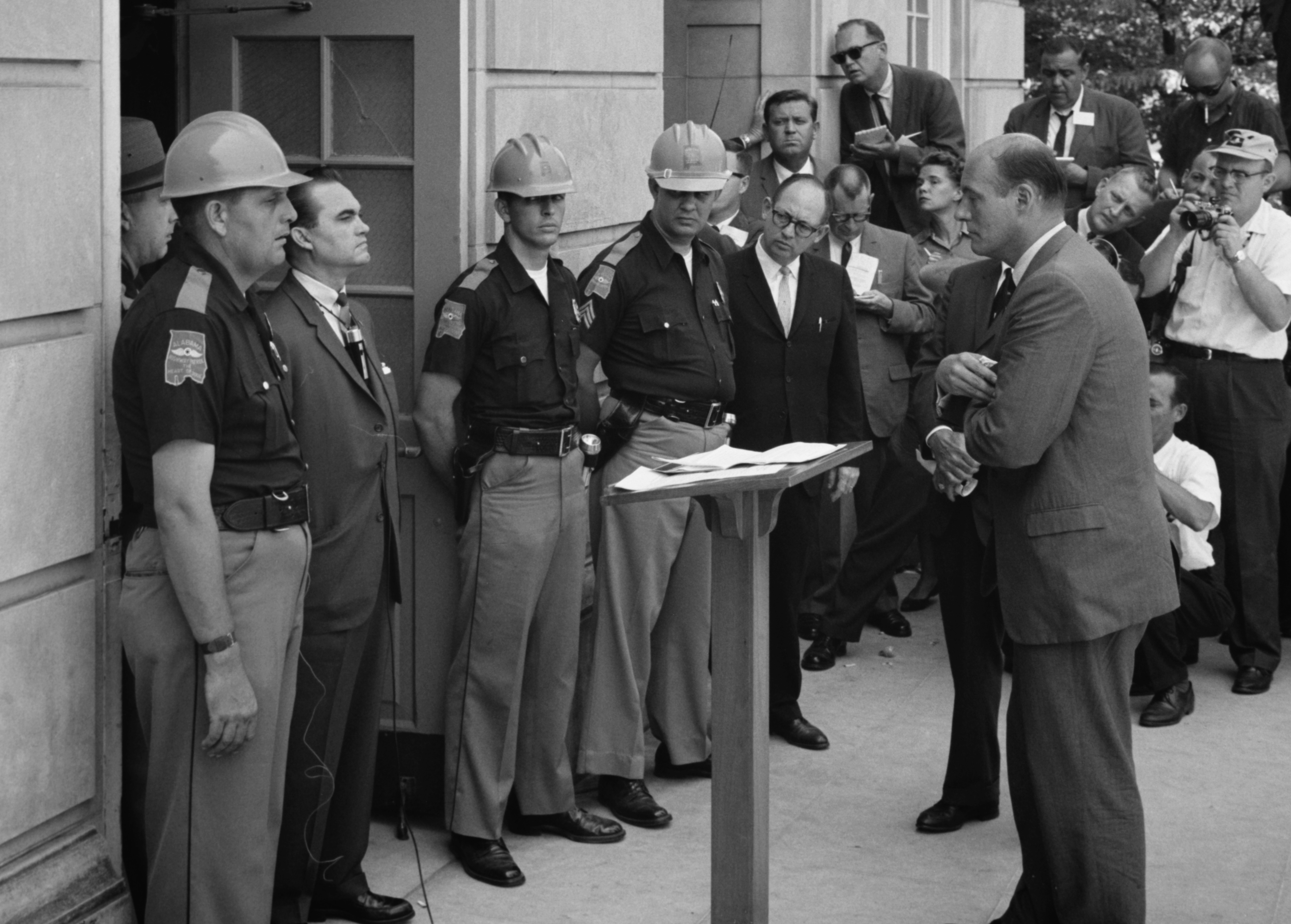
Джордж Уоллес, в попытке остановить расовую интеграцию в университете (в дверях), и заместитель генерального прокурора США Николас Катценбах (ближний справа).

Инциде́нт на вхо́де в Университе́т Алаба́мы (англ. Stand in the Schoolhouse Door) произошёл 11 июня 1963 года в Алабамском университете. Джордж Уоллес, губернатор штата Алабама, в символической попытке исполнить свой предвыборный лозунг «Сегрегация сегодня, сегрегация завтра, сегрегация навсегда» и остановить процесс десегрегации школ, стоял у двери в аудитории, чтобы попытаться заблокировать проход двум чернокожим студентам, Вивиан Мелоун и Джеймсу Худу.
Инцидент вызвал общенациональный резонанс и поставил Джорджа Уоллеса в центр внимания.

## Предыстория
17 мая 1954 года Верховный суд США вынес решение по делу, названному Браун против Совета по образованию, штат Канзас. Суть претензий истца состояла в том, что образование чернокожих детей в отделённых от белых детей школах является неконституционным.
Удовлетворение иска означало, что Университет Алабамы мог быть десегрегирован. В последующие годы сотни афроамериканцев подали заявление на поступление, но всем им было отказано. Администрация университета использовала любые методы дискредитации чернокожих абитуриентов, вплоть до прямых угроз. Но в 1963 три афроамериканца с безупречными личными делами — Вивиан Мелоун, Дейв МакГлэтери и Джеймс Худ — выступили против. В начале июня федеральный окружной судья штата Алабама приказал допустить этих студентов, а также запретил губернатору Уоллесу каким-либо образом вмешиваться в это.

## Инцидент

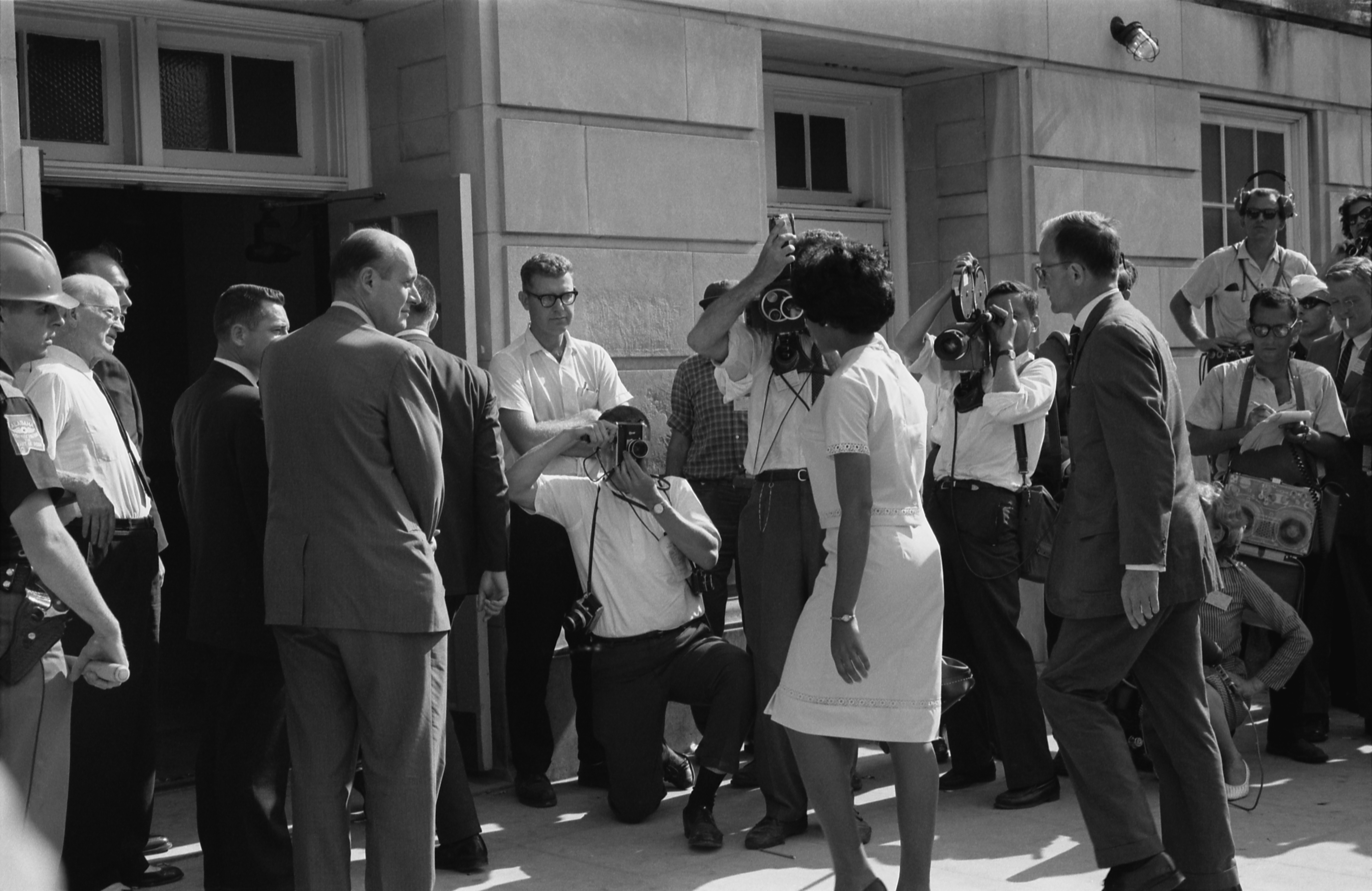
Вивиан Мелоун прибывает регистрироваться в аудиторию Фостер Алабамского университета

11 июня Мелоун и Худ прибыли зарегистрироваться. Губернатор Уоллес, пытавшийся сдержать своё предвыборное обещание, заблокировал вход в аудиторию. Затем заместитель Генерального прокурора Николас Катценбах в окружении федеральных маршалов попросил Уоллеса отойти, на что Уоллес ответил категорическим отказом. Тогда Катценбах позвонил президенту США Джону Кеннеди и даже привлёк Национальную гвардию Алабамы. Генерал Генри Грейхам приказал Уоллесу освободить проход, сказав: «Сэр, это мой печальный долг, но я должен попросить вас отойти в сторону по приказу Президента США». Уоллес сдался, а Мелоун и Худ зарегистрировались в качестве студентов.

## В искусстве
Инцидент был подробно описан в документальном фильме Роберта Дрю Crisis: Behind a Presidential Commitment.
Отсылка на инцидент появляется в революционной песне Боба Дилана «The Times They Are A-Changin'» с одноименного альбома 1964 года в строчке «Don’t stand in the doorway don’t block up the hall».
В художественном фильме Форрест Гамп главный герой непосредственно наблюдает за инцидентом и даже помогает Вивиан подобрать упавший на землю блокнот.